# Argo (groupe)
Pour les articles homonymes, voir Argo.
Argo, anciennement Europond est un groupe grec de musique traditionnelle pontique composé de 7 membres qui représente la Grèce au concours Eurovision de la chanson 2016, à Stockholm, en Suède. 
Ils participent à la demi-finale, le 10 mai 2016, mais ne réussissent pas à se qualifier pour la finale du 14 mai. 

## Membres
- Christína Lachaná (Χριστίνα Λαχανά) (chant)[2],
- María Venetikídou (Μαρία Βενετικίδου) (backing vocals)
- Vladímiros Sofianídis (Βλαδίμηρος Σοφιανίδης) (chant)
- Kóstas Topoúzis (Κώστας Τοπούζης) (lyre pontique)
- Ilías Kesídis (Ηλίας Κεσίδης) (backing vocals, percussion)
- Alékos Papadópoulos (Αλέκος Παπαδόπουλος) (davul)